# Tysklönnsstyltmal
Tysklönnsstyltmal (Caloptilia rufipennella) är en fjärilsart som först beskrevs av Jacob Hübner 1796.  Tysklönnsstyltmal ingår i släktet Caloptilia och familjen styltmalar.
Artens utbredningsområde är:
- Österrike.
- Belgien.
- Lettland.
- Litauen.
- Tjeckien.
- Slovakien.
- Danmark.
- Frankrike.
- Tyskland.
- Ungern.
- Italien.
- Nederländerna.
- Norge.
- Polen.
- Rumänien.
- Spanien.
- Sverige.
- Schweiz.

Arten är reproducerande i Sverige. Inga underarter finns listade i Catalogue of Life.

## Bildgalleri

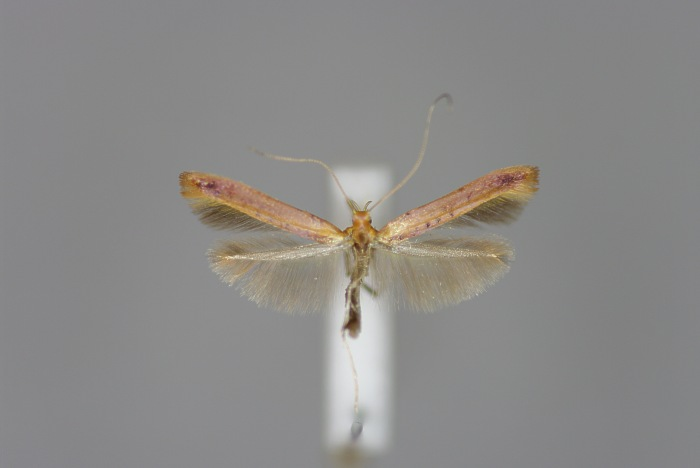